# إنتر ميلان موسم 2006–07
كان موسم 2006–07 هو الموسم الـ98 في وجود نادي إنتر ميلان لكرة القدم والموسم الـ91 على التوالي في دوري الدرجة الأولى الإيطالي لكرة القدم. تنافس الفريق في الدوري الإيطالي، وفي كأس إيطاليا، وفي كأس السوبر الإيطالي وفي دوري أبطال أوروبا.